# Kanton Aix-les-Bains-Sud
Kanton Aix-les-Bains-Sud (francouzsky Canton d'Aix-les-Bains-Sud) je francouzský kanton v departementu Savojsko v regionu Rhône-Alpes. Tvoří ho sedm obcí.

## Obce kantonu
- Aix-les-Bains (jižní část)
- Drumettaz-Clarafond
- Méry
- Mouxy
- Tresserve
- Viviers-du-Lac
- Voglans